# Geotrichopsis mycoparasitica
Geotrichopsis mycoparasitica är en svampart som beskrevs av Tzean & Estey 1991. Geotrichopsis mycoparasitica ingår i släktet Geotrichopsis, klassen Agaricomycetes, divisionen basidiesvampar och riket svampar.   Inga underarter finns listade i Catalogue of Life.